# Киевский завод «Генератор»
Киевский завод «Генератор» (укр. Київський завод "Генератор") — предприятие военно-промышленного комплекса Украины, расположенное в Оболонском районе Киева.
Входит в перечень предприятий, имеющих стратегическое значение для экономики и безопасности Украины.

## История
В 1992 году, непосредственно после провозглашения независимости Украины, завод выпускал 30 % комплектующих для зенитно-ракетного комплекса «Оса».
В дальнейшем, в связи с сокращением государственного заказа, предприятие было вынуждено увеличить выпуск продукции гражданского назначения. В 1993 году по лицензии французской фирмы «Шлюмберже-Индастри» было освоено производство мембранных газовых счётчиков «Октава». С целью сокращения расходов, часть неиспользуемой территории и заводских помещений были сданы в аренду.
В августе 1997 года завод был включён в перечень предприятий, имеющих стратегическое значение для экономики и безопасности Украины.
1 июня 1999 года жилищный фонд завода (шесть общежитий) был передан в коммунальную собственность.
В сентябре 2001 в рамках выполнения государственного военного заказа завод начал выпуск первой партии магнетронов для войск ПВО Украины.
К 2002 году в кооперации с киевскими предприятиями «Арсенал» и завод им. Артема завод освоил производство всех компонентов к зенитно-ракетному комплексу «Оса». В июне 2002 года завод завершил ремонт и модернизацию первого зенитно-ракетного комплекса «Оса» для войск ПВО Украины. Кроме того, завод освоил выпуск компонентов для станции радиотехнической разведки «Кольчуга».
По состоянию на начало июня 2002 года, численность работников предприятия составляла 2050 человек.
Весной 2005 года правительством Украины было принято решение о создании корпорации «Научно-производственное объединение „Небо Украины“» из восьми промышленных предприятий по ремонту, техническому обслуживанию и модернизации средств ПВО (в состав которой должен был войти и киевский завод «Генератор»).
К началу 2008 года завод выпускал электровакуумные устройства микроволнового диапазона для радиолокационных станций, авиационных и корабельных систем и средств связи. Основной продукцией предприятия были магнетроны, клистроны, лампы бегущей и обратной волн, полупроводниковые приборы СВЧ-диапазона (переключатели, аттенюаторы, модуляторы, генераторы на диодах Ганна), дугогасительные вакуумные камеры и вакуумные выключатели. Техническая база предприятия позволяла выполнять ремонт и модернизацию зенитных ракетных комплексов «Стрела-10М», «Тор» и «Оса».
Начавшийся в 2008 году экономический кризис уже к осени 2008 года осложнил положение завода, в феврале 2009 года завод приостановил производство. К ноябрю 2010 года завод находился в состоянии банкротства, сумма задолженности предприятия составляла 7,098 млн. гривен.
После создания в декабре 2010 года государственного концерна «Укроборонпром», предприятие было включено в состав концерна.
В 2011—2013 годы положение предприятия улучшилось. В мае 2014 года правительство Украины погасило задолженность на 27 предприятиях концерна «Укроборонпром» на сумму 138,2 млн гривен (одним из которых был завод «Генератор»).
2017 год завод завершил с прибылью 1,5 млн гривен.